# Відкритий чемпіонат Австралії з тенісу 1990
Відкритий чемпіонат Австралії з тенісу 1990 — тенісний турнір, що проходив між 15 січня та 28 січня 1990 року на кортах Мельбурн-Парку в Мельбурні, Австралія. Це був 78-ий чемпіонат Австралії з тенісу і перший турнір Великого шолома в 1990 році. Турнір входив до програм ATP та WTA турів.

## Огляд подій та досягнень
Іван Лендл відстояв титул австралійського чемпіона і здобув свій останній (8-й) титул переможця турніру Великого шолома. Джона Макінроя дискваліфікували в матчі четвертого кола за неспортивну поведінку. 
У жіночому одиночному розряді Штеффі Граф теж захистила свій титул і стала чемпіонкою Австралії втретє. Вона виграла 10-й турнір Великого шолома.

## Результати фінальних матчів

### Дорослі
| Одиночний розряд. Чоловіки |                                 |                                               |
| Іван Лендл                 | Стефан Едберг                   | 4–6, 7–6(7–3), 5–2 (Едберг припинив боротьбу) |
|                            |                                 |                                               |
| Одиночний розряд. Жінки    |                                 |                                               |
| Штеффі Граф                | Мері Джо Фернандес              | 6–3, 6–4                                      |
|                            |                                 |                                               |
| Парний розряд. Чоловіки    |                                 |                                               |
| Пітер Олдріч Дані Віссер   | Грант Коннелл Гленн Мічібата    | 6–4, 4–6, 6–1, 6–4                            |
|                            |                                 |                                               |
| Парний розряд. Жінки       |                                 |                                               |
| Яна Новотна Гелена Сукова  | Петті Фендік Мері Джо Фернандес | 7–6(7–5), 7–6(8–6)                            |
|                            |                                 |                                               |
| Мікст                      |                                 |                                               |
| Наташа Звєрєва Джим П'ю    | Зіна Гаррісон Рік Ліч           | 4–6, 6–2, 6–3                                 |
|                            |                                 |                                               |

### Юніори
| Одиночний розряд. Хлопці         |                                      |               |
| Дірк Дір                         | Леандер Паес                         | 6–4, 7–6      |
|                                  |                                      |               |
| Одиночний розряд. Дівчата        |                                      |               |
| Магдалена Малєєва                | Луїз Стейсі                          | 7–5, 6–7, 6–1 |
|                                  |                                      |               |
| Парний розряд. Хлопці            |                                      |               |
| Рогер Петтерссон Мортен Ренстрем | Роберт Янечек Ернесто Муньос де Коте | 4–6, 7–6, 6–1 |
|                                  |                                      |               |
| Парний розряд. Дівчата           |                                      |               |
| Рона Маєр Лімор Зальц            | Джустін Годдер Ніколь Пратт          | 6–4, 6–4      |
|                                  |                                      |               |